# 16236 Stebrehmer
16236 Stebrehmer è un asteroide della fascia principale. Scoperto nel 2000, presenta un'orbita caratterizzata da un semiasse maggiore pari a 2,624801 UA e da un'eccentricità di 0,211424, inclinata di 2,815481° rispetto all'eclittica.